# √W.P.B.
『√W.P.B.』（ルート・ダブリュ・ピー・ビー）は、中村春菊による日本の漫画作品。

## 概要
中村春菊作品では唯一のBL以外の作品で、初の少年漫画である。『月刊Gファンタジー』（スクウェア・エニックス）にて2002年10月号から2004年8月号まで連載された。2003年6月にスクウェア・エニックスよりコミックスが出版された。単行本は全2巻。作中では『桃太郎伝説』がモチーフとなっている。2015年5月1日、KADOKAWAより新装版全2巻が同時発売されている。

## あらすじ
村を襲った鬼を退治しようとしていたすずりは、その道中で川の上流から桃が流れてくるのを発見し、拾い上げた。するとその桃の中から伝説の桃太郎とその一行が現れ、すずりはイケメンの桃太郎に御主人様として忠誠を誓われる。
しかし、桃太郎は、人間の負の感情が生み出す化け物である九夷（きゅうい）を退治することを宿命に、人間が作り出した人型兵器であった。その桃太郎の主人となったすずりは、化け物に狙われ続け…。

## 登場人物
すずり
ヒロイン。村を襲った鬼を退治する旅に出た道中で、桃太郎とその一行に出会う。勝気で真っ直ぐな一方、天涯孤独の身。
桃太郎（ももたろう）
川から流れていた巨大桃の中から生まれ、すずりによって取り出された少年。通称・桃。すずりを主人として慕っている。その実態は「九夷」を退治するように作られた人型兵器（型番7999999）。
白露（はくろ）
桃の幼なじみかつ、人間。昔かけられた呪いによって、頭を撫でられると雉に変身する。彼の父親は、全ての「桃太郎」を作った科学者である。料理上手（?）。
浅黄（あさぎ）& 山吹（やまぶき）
桃と白露とはずっと一緒にいる、犬と猿。浅黄は犬、山吹は猿であり、一行の中ではマスコット的存在(?)。2匹とも仲が良く、犬猿の仲ではない。

## 単行本
1. 2003年6月27日発売、ISBN 978-47-5-750974-0
2. 2004年10月27日発売、ISBN 978-47-5-751305-1